# Канарски стридояд
Канарски стридояд (Haematopus meadewaldoi) е изчезнал вид птица от семейство Haematopodidae.

## Разпространение
Видът е разпространен в Испания.